# Análise da conversação
A Análise da Conversação é o estudo da interação verbal e não verbal em situações cotidianas e procura descrever a forma de interações formais e informais. Inspirada pela etnometodologia, das pesquisas de Harold Garfinkel e Erving Goffman, foi desenvolvida nos anos sessenta e setenta principalmente por Harvey Sacks, Emamnuel Schegloff e Gail Jefferson. Hoje é um método estabelecido usado em várias áreas, como sociologia, antropologia, linguística e psicologia. No Brasil, foi desenvolvida principalmente por pesquisadores ligados ao Projeto de Estudo da Norma Urbana Culta (NURC), como Dino Preti e Luiz Antônio Marcuschi.